# Länsväg 241
De Zweedse weg 241 (Zweeds: Länsväg 241) is een provinciale weg in de provincie Värmlands län in Zweden en is circa 28 kilometer lang.

## Plaatsen langs de weg
- Sunne
- Munkfors

## Knooppunten
- E45 bij Sunne (begin)
- Riksväg 62 bij Munkfors (einde)